# Ronald Breugelmans
Ronald Breugelmans (Rotterdam, 10 juni 1943 – Leiden, 5 februari 2010) was conservator Westerse gedrukte werken van de Universiteitsbibliotheek Leiden, maar vooral bekend van zijn bibliografisch werk en zijn publicaties over Louis Couperus.

## Loopbaan
Breugelmans legde in 1961 het examen gymnasium af aan het Rotterdams Lyceum. Daarna studeerde hij klassieke taal- en letterkunde aan de Universiteit Leiden waar hij in 1968 zijn doctoraalexamen aflegde. Vanaf 1 september 1967 was hij werkzaam bij de bibliotheek van de Leidse universiteit: van 1974 tot 2003 als conservator Westerse gedrukte werken (als opvolger van de naar het Museum Meermanno vertrekkende dr. Ernst Braches), daarna als wetenschappelijk projectleider; in juli 2004 ging hij wegens gezondheidsproblemen met vervroegd pensioen. Op 20 november 2003 promoveerde hij op een proefschrift over de Leidse uitgever, drukker en boekverkoper Joannes Maire. Gedurende 34 jaar was hij redactielid van het tijdschrift Quaerendo; daarin publiceerde hijzelf voor het eerst in 1973 een artikel, na goedkeuring door prof. Herman de la Fontaine Verwey. Door die laatste werd hij opgenomen in de redactie waarin hij vervolgens tot 2009 bijna driehonderd korte artikelen en boekrecensies publiceerde, en zes zelfstandige artikelen, zijn allerlaatste over de Leiden Pilgrim Press.

### Louis Couperus
Breugelmans, geboren op dezelfde datum als Couperus, was bekend vanwege zijn publicaties over de vertalingen van Louis Couperus. Hij hield zich daar tientallen jaren mee bezig, verzamelde die ook en liet er in 1989 een bibliografie van verschijnen onder de titel Louis Couperus in den vreemde (2e herziene en uitgebreide druk 2008). Een eerdere publicatie over Couperus betrof het verblijf van Louis Couperus in juni 1921 in Londen, op uitnodiging van de Nederlandse ambassadeur, jhr. mr. Reneke de Marees van Swinderen. Hij verzorgde enkele jaren eerder al diens Nagelaten werk, Assen, Van Gorcum, 1975 (onder het pseudoniem Richard Erbe). In de jaren 1980 verzorgde hij een bundel columns en andere publicaties van Couperus: Tussen Alexandrië en Londen (Utrecht/Antwerpen, Veen, 1985).
- Louis Couperus. Lion of the season. Raamsdonk, De Roofpers, 1982
- Louis Couperus, Tussen Alexandrië en Londen. [verzorgd door R. Breugelmans] Utrecht/Antwerpen, 1975.
- Zeer kleine couperologie voor Frédéric Bastet. [Utrecht], 1986.
- Louis Couperus in den vreemde. Een lijst van zijn afzonderlijk verschenen vertalingen. Leiden, 1989
- Louis Couperus in den vreemde. Leiden, 2008².

### Bibliografisch werk
Mede in het kader van zijn functie te Leiden publiceerde hij verschillende bibliografieën van Leidse drukkers. Hoogtepunt was die over Joannes Maire, waarop hij tevens promoveerde. Maar hij deed ook verschillende bibliografieën van Nederlandse private presses verschijnen, waaronder die over de belangrijke handdrukpers Sub Signo Libelli in 1983 en 1999. Hij publiceerde ook (deel)bibliografieën van Pers No. 14 en De Breukenpers.
- 'Quaeris quid sit amor?', in: Open. Vaktijdschrift voor bibliothecarissen, literatuuronderzoekers, bedrijfsarchivarissen en documentalisten 4 (1972) 6 (juni), p. 370-379, 440.
- Litteraire tijdschriften. In Nederland sinds 1945 uitgegeven in eigen beheer of door kleinere uitgeverijen : een voorlopige lijst. Wassenaar, 1973.
- Leiden imprints 1483-1600 in Leiden University Library and Bibliotheca Thysiana. A short-title catalogue. Nieuwkoop, 1974.
- Les mères peuvent le faire lire à leurs filles. The prefaces to the first French translations of Jane Austen's Sense and sensibility and Emma. Leiden, 1981.
- 107 maal Sub Signo Libelli. Een bibliografie van de pers, zomer 1974 - oktober 1983. Met uittreksels uit het logboek van de pers tot eind 1980 door Ger Kleis en een inleiding van Rudi Ekkart. Utrecht, 1983
- De illegale drukkerij van William Brewster in Leiden. 1990.
- René Descartes. Discours de la méthode. 1990.
- Het zegel van de libel. Sub Signo Libelli bevattende een bibliografie van de pers najaar 1983 - februari 1999. Amsterdam/Den Haag, 1999
- Pers no. 14. Een Leidse private press en zijn voorlopers. Catalogus bij een tentoonstelling in de Leidse Universiteitsbibliotheek, 2 november-4 december 2000. Leiden, 2000.
- Fac et spera. Joannes Maire, publisher, printer and bookseller in Leiden 1603-1657. A bibliography of his publications. Houten, Hes & De Graaf, cop. 2003 (proefschrift)